# Verrettes
Verrettes est une commune d'Haïti située dans le département de l'Artibonite, arrondissement de Saint-Marc.

## Démographie
La commune est peuplée de 144 812 habitants (recensement par estimation de 2015).

## Administration
La commune est composée des sections communales de :
- Liancourt (dont le quartier « Liancourt » - code postal : HT 4323)
- Belanger
- Guillaume Mogé
- Désarmes (dont le quartier « Désarmes » : code postal : HT 4321)
- Bastien
- Terre Natte
- Deschapelles (code postal : HT 4322)

## Économie
L'économie locale repose sur la culture du citron vert, du café et du riz.

## Personnages célèbres
- Dumarsais Estimé (1900-1953), Président de la République d'Haïti (1946-1950) ;
- Mgr Max Leroy Mésidor, Archevêque de Port-au-Prince.
- Dr Gedeon Charles, Médecin et Homme politique. Membre du Comite de Pilotage pur la Conference Nationale ,Recteur de l'Universite Atlantique d'Haiti